# Nestor Machno
Nestor Ivanovyč Machno (ukrajinsky Нестор Іванович Махно; 27. říjnajul./ 8. listopadu 1888greg. Huljajpole – 25. července 1934 Paříž), také známý jako „baťko Machno“ (otec Machno), byl ukrajinský anarchista, vůdce Revoluční povstalecké ukrajinské armády a jeden z hlavních představitelů svobodného území Machnovščyny, autor teoretických anarchistických statí.

## Období před revolucí

### Mládí

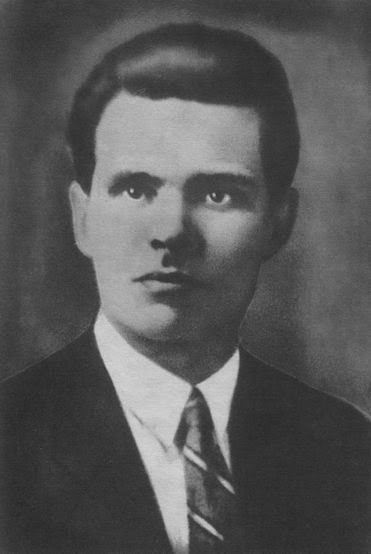
Machno v roce 1909

Nestor Machno se narodil 27. října 1888 jako pátý syn Ivana a Evdokie Machnových v Huljajpole. Jeho otec pracoval jako čeledín, ale zemřel jedenáct měsíců po Nestorově narození. To odsoudilo Nestora a jeho bratry k dětství strávenému živením rodiny. Ačkoliv Machno nastoupil do školy, musel své studium kvůli špatné ekonomické situaci své rodiny  přerušit a vrátit se do práce jako rolník. Byl Ukrajinec a mluvil suržykem, ale k jakékoliv národnostní myšlence přistupoval s naprostou lhostejností.
S příchodem revoluce v roce 1905 se Nestor poprvé více setkal s politickými proudy v carském Rusku. Zprvu se hlásil k sociálním demokratům, ale posléze se přeorientoval na anarchismus a v roce 1906 vstoupil do huljajpolské anarchistické skupiny, která čítala asi 10-15 členů.Tato skupina v letech 1906-1909 podnikala různé ozbrojené akce mířené proti bohatým podnikatelům a státním zaměstnancům.  Machno se těchto akcí aktivně účastnil, avšak byl roku 1908 společně s dalšími anarchisty zatčen.

### Vězení

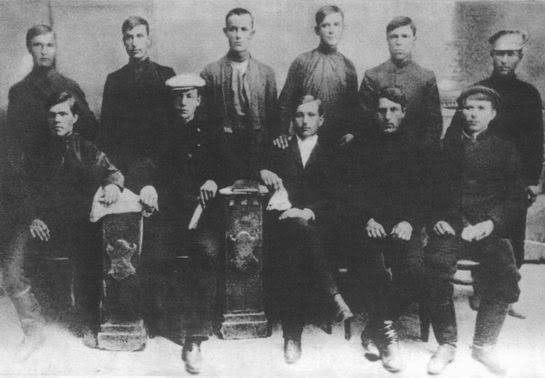
Machno (vlevo dole) a ostatní členové huljajpolské anarchistické skupiny.

Soud se odehrál v březnu roku 1910 v Jekatěrinoslavi. Machno díky svému mládí unikl trestu smrti, který stihl některé jeho druhy, a byl odsouzen pouze k vězení a nuceným pracím. Je dost pravděpodobné, že během svého dlouhého pobytu ve vězení si podryl zdraví a rozvinul dlouhodobé dýchací potíže, které později vedly k jeho smrti.
Po rozsudku strávil pět měsíců v jekatěrinoslavském vězení, následně jej přesunuli do vězení Luhansku, kde se nakazil tyfem, čímž se vyhnul nuceným pracím a většinu času strávil v nemocnici, pak byl opět vrácen do Dnipra. Naposledy byl přesunut v srpnu roku 1911, a to do proslulého moskevského vězení Butyrka. Právě tady se začal víc věnovat čtení anarchistických textů, protože se zde vedla komutní knihovna, a vlastnímu psaní (psal dokonce i revoluční básně) a seznámil se s ruským anarchistou Pjotrem Aršinovem, který se později stal nepostradatelným členů ukrajinského anarchistického hnutí a Nestorovým dobrým přítelem.

## Únorová revoluce
Během začátku únorové revoluce došlo ke všeobecnému propouštění politických vězňů a ačkoliv Machno plánoval, že se v Moskvě usadí natrvalo, nakonec se rozhodl pro návrat domů
Hned po návratu do Huljajpole se začal věnovat organizaci, počínaje spojením se svou starou skupinou anarchistů. Ve městě byl jediným politickým vězněm, který se rozhodl vrátit domů, čímž si získal sympatie a respekt místních rolníků a dělníků. Inicioval založení odborového svazu zemědělců a Huljajpolského dělnicko-rolnického sovětu, orgánu místní revoluční společenské samosprávy, do jejichž předsednictví byl vzápětí zvolen. Dále zorganizoval dělnickou stávku a podařilo se mu zkonfiskovat majetek místních pánů a rozpustit milice.Místní zemědělci začali v okolí Huljajpole též zakládat zkušební komuny, které mohli čítat i 200 lidí, a v jedné z nich žil i sám Nestor, podíleje se na práci rolníků.
Po Kornilovově neúspěšném pokusu o převrat nastal čas na další změny. Místní buržoazie byla úplně odzbrojena a zbavena práv na půdu a továrny. Machno navíc navrhl založení obranného výboru.

## Říjnová revoluce

### Brest-litevský mír
V říjnové revoluci padla Kerenského vláda a do čela se dostali bolševici vedení Leninem. Ten byl odhodlaný naplnit své sliby a dát lidu tak dlouho žádané ukončení válčení.
Po uzavření Brest-litevského míru mezi Centrálními mocnostmi a bolševickou vládou vstoupila na území Ukrajiny kombinovaná rakousko-německá armáda, čítající asi milion mužů. Machno měl zprvu v plánu vpádu odporovat a vyrazil z Huljajpole s patnácti sty dobrovolníky vstříc blížícím se divizím. Jeho cílem bylo spojit se s některými členy Rudé armády, kteří plánovali zůstat a bojovat. Po cestě na pomoc Jekatěrinoslavi se však dozvěděl, že Huljajpole bylo vydáno do rukou německých vojáků konspirátorskou skupinkou vyvlastněných velkostatkářů a průmyslníků. 
Naprosto zdrcen těmito zprávami byl Machno nucen ke konci dubna roku 1918 uprchnout do Taganrogu, kde se setkal i s ostatními prchajícími ukrajinskými anarchisty. Zde naplánovali další akce. Část anarchistů měla zůstat a pokračovat v tajné organizaci revolucionářů, zatímco ostatní, mezi nimi i Machno, se měli vydat do Ruska a zkoumat revoluční organizaci anarchistů a ostatních sil. Návrat byl naplánován na přelom června a července.
Ukrajina mezitím kompletně padla do rukou okupantů.

### Moskva
Machno sám se vypravil na sever do Moskvy. Po cestě byl vystaven chaosu a nerozhodnosti v anarchistických sdružení, navíc byl svědkem aktivního potlačování všech autonomních revolučních akcí Čekou. Moskvu samotnou pak nazval srdcem „papírové revoluce“. Setkal se mimo jiné se svým přítelem a bývalým spoluvězněm Pjotrem Aršinovem, který distribuoval klasická anarchistická díla, a také s významném anarchistickým teoretikem Petrem Kropotkinem.
Přes bývalého spoluvězně se Machnovi podařilo zařídit si doklady a především setkat se se samotným Leninem. Ten jej přijal vlídně, ale absolutně nesdílel Machnovo anarchistické přesvědčení. O anarchistech mluvil jako o neschopných vést revoluci, o ukrajinských lokálních sovětech dokonce jako o kontrarevolučním snažení. Ukrajinu mimo jiné také nazýval „jižním Ruskem.“
Po prouzkoumání Moskvy a setkání s Leninem už neměl Machno další důvod se v metropoli zdržovat a rozhodl se svou měsíc a půl dlouhou pouť ukončit a vrátit se domů.

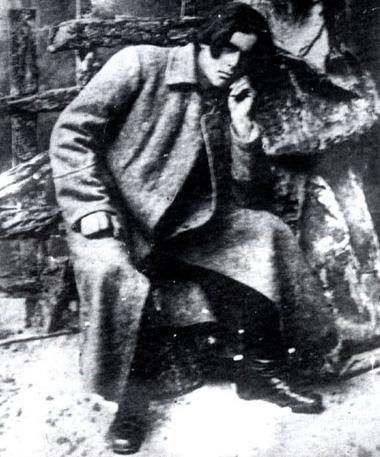
Machno v roce 1918

### Boj proti okupantům
Po zabrání Ukrajiny Centrálními mocnostmi bylo nespolehlivé Národní shromáždění  29. března 1918 nahrazeno vládou kozáckého hejtmana Pavla Skoropadského, který se stal německo-rakouskou loutkou a zformoval Vartu, národní gardu, za účelem udržení moci. 
Po příjezdu do pohraničního města Orelu se Machno setkal se svými židovskými přáteli z Huljajpole, kteří ho zpravili o dosavadním vývoj, neúprosném potlačování anarchistických aktivit Vartou,a hlavně o zavraždění jeho bratra Emiliana německými vojáky a zatčení jeho bratra Savvi. Vydal se tedy směrem k Huljajpole a postupně se k němu přidávalo víc a víc jeho příznivců. 
Pár týdnů se skrýval ve vesnici poblíž Huljajpole. Celé jeho roční snažení, budování libertariánských komun a další anarchokomunistické projekty, byly okupačními silami aktivně podrývány a ničeny. V okolí Huljajpole se začaly formovat ozbrojené milice, s nimiž začal Machno napadat místní aristokracii, německé a rakouské vojáky, členy Varty, zkrátka všechny nepřátelé lidu, čímž na sebe hned upoutal pozornost okupačních správců. Navíc se k němu začaly přidávat podobné záškodnické oddíly operující v okolí, jmenovitě vůdci jako Fedor Ščus, Kurilenko, Petrenko.
Právě v tomto období partyzánské války si Machno vysloužil svou přezdívku baťko („tatík“). Po tvrdém boji se značnou přesilou z 30. 9. 1918 u vesnice Dibrivky, který skončil vítězstvím partyzánů, přijal od spolubojovníků neoficiální kozácký titul a stal se jedním z velitelů útvaru, který se postupně začal označovat jako Revoluční povstalecká ukrajinská armáda. 

## Občanská válka
Po návratu do Huljajpole se Machno staví do čela odboje proti okupantům. Na jaře 1919 se s povstaleckou armádou, čítající 35 až 50 tisíc mužů, propůjčil do služeb ruským bolševikům a bojoval proti armádě direktoria a Děnikinovi. Avšak už asi po sedmi měsících Ukrajinci prohlédli šovinistickou politiku a imperialistické cíle bolševiků, skrývané pod průhledným pláštíkem internacionalismu. Venkovští partyzáni, kteří ještě nedávno bojovali po boku bolševiků, se proti nim začali hromadně bouřit. Rudá armáda ztratila spojence, bez jehož pomoci zatím nemohla Ukrajinu okupovat.
Machnovo vojsko se pohybovalo na jižní, východní a střední Ukrajině. Střídavě získávalo a ztrácelo spojence. Machno se snažil spojit síly s atamanem Grigorijevem, který ale zřejmě zároveň jednal o spojenectví s velitelem bílých na jihu Ukrajiny Děnikinem. Machnovi vojáci proto Grigorijeva zastřelili.
Machnovskému hnutí, které mělo širokou podporu venkovského rolnického obyvatelstva, se dařilo vzdorovat nájezdům až do srpna 1921. Nakonec několikanásobně početnější nepřítel donutil Machna uprchnout ze země. Jen s velkými potížemi se dostal do Paříže. Zde udržoval styky s ruskými a ukrajinskými anarchisty, žijícími v emigraci, avšak své rodiště již nikdy nespatřil.

## Organizační platforma
V roce 1926 společně s Aršinovem a řadou dalších ruských a ukrajinských anarchistů v emigraci vydal „Organizační platformu světového svazu anarchistů“. Platforma, jeden z nejvýznamnějších anarchistických programových dokumentů, reflektovala porážku anarchismu v Ruské revoluci a teoreticky obhajovala a prakticky navrhovala mezinárodní zorganizování anarchistického hnutí na základě federalismu, přímé akce a kolektivní odpovědnosti. Dokument vyvolal rozsáhlé diskuse a kontroverze.
Machno zemřel v červenci 1934. K jeho předčasné smrti podstatně přispěla tuberkulóza, kterou se nakazil během pobytu ve věznici Butyrki, a také četná nedoléčená vážná bojová zranění.

## Machnovščyna
Svobodná anarchistická republika neboli Machnovščyna vznikla někdy mezi únorovou a říjnovou revolucí roku 1917 kolem Machnova rodiště. To se také stalo jejím hlavním městem. Po svém návratu z ruského vězení Machno za pomocí svého oddílu vyvlastnil statkářům jejich půdu a přerozdělil ji mezi střední a nižší rolníky. Získal tak obrovské sympatie lidu a také prakticky neporazitelnou armádu – polovojenské jednotky partyzánského charakteru, složené ze všech vrstev venkovského obyvatelstva. Mnozí ukrajinští rolnici nabyli válečné zkušenosti v první světové válce, které teď mohli využit k obhajobě svých zájmů. Zájmy jednotlivých skupin častokrát nesahaly dál než za hranice rodné vsi. Ukrajinský sedlák si dobře uvědomoval, že nechce návrat starého pořádku. Chtěl si udržet svou půdu a svá čerstvě nabytá práva a postavil se proti každé moci, která o ně usilovala. Poprvé po několika stoletích měl možnost sám rozhodovat o sobě. Předností rolnické armády byla její pohotovost, se kterou se dala svolat, a schopnost doslova se rozpustit mezi venkovským obyvatelstvem, bylo-li to potřeba. Machnovcem byl každý.
Při utváření anarchistické republiky se Machno inspiroval kozáckou politickou a vojenskou strukturou, tedy jakousi variantou vojenské demokracie. Také si po vzoru kozáckých náčelníků nechával říkat ataman nebo baťko (otec). Podstatou anarchistické samosprávy byly tzv. rady, které se svolávaly podle potřeby. Na radách se projednávaly ekonomické záležitosti a postup proti vnějším nepřátelům. Machnem ovládaná území dokázala v pohnutých revolučních časech vyprodukovat takové množství obilovin a jiných plodin, které stačilo na výživu celého kraje, přičemž přebytky se směňovaly za zbraně a stroje.
Anarchistická republika, jedinečný experiment v dějinách lidstva, neustála útoky bolševiků. Ruští bolševici nejednou využili anarchistickou armádu (ve svých nejlepších časech čítající 35 až 50 tisíc mužů) pro dobývání východní Ukrajiny. Avšak anarchista Machno, neuznávající jakoukoliv vládu, tím spíš diktaturu proletariátu, představoval pro bolševiky nevítanou překážku a hrozbu. Častokrát se například stávalo, že se Machnovi podařilo převerbovat rudoarmějce do řad své armády. Krutými metodami boje, vedeného podle hesla „účel světí prostředky“, se bolševikům nakonec povedlo rozprášit Machnovou armádu, připravit jej o podporu venkovanů a samotného Nestora Machna přinutit k emigraci. To, co nedokázali vojáci a zbraně, dokázala politika tzv. kolektivizace. Utvoření kolchozů znamenalo konec pro třídu svobodných rolníků.